# Bernhard Ehrenzeller

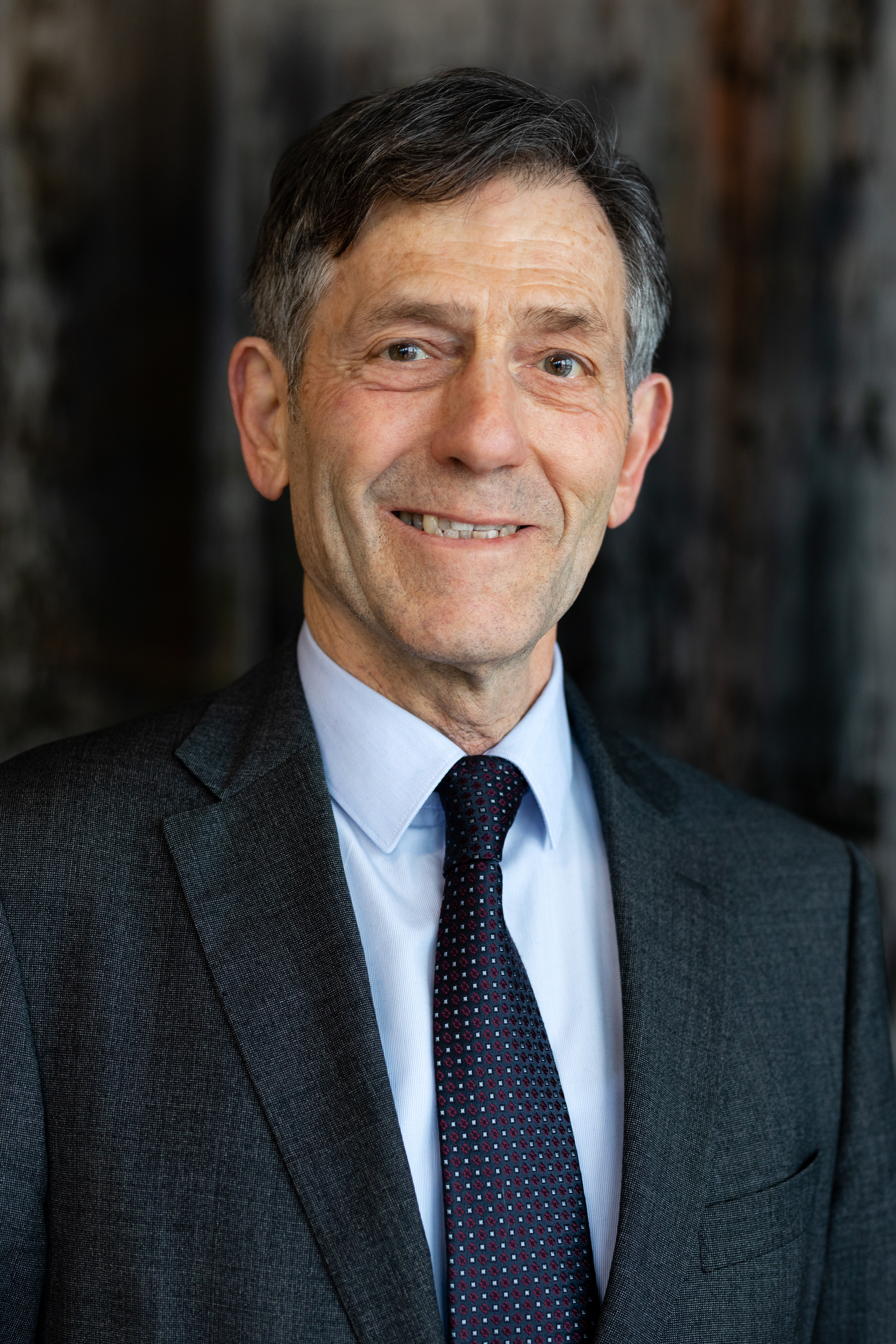
Bernhard Ehrenzeller (2019)

Bernhard Ehrenzeller (* 5. September 1953 in St. Gallen; heimatberechtigt in Oberbüren SG und Metzerlen SO) ist ein Schweizer Jurist und Richter im Fürstentum Liechtenstein. Von Februar 2020 bis Februar 2024 war er Rektor der Universität St. Gallen.

## Leben

### Ausbildung
Ehrenzeller besuchte die Primarschule Metzerlen im Kanton Solothurn. 1973 schloss er die Matura B am Kollegium Karl Borromäus in Altdorf UR ab. Ehrenzeller studierte bis 1977 Rechtswissenschaft an der Universität Freiburg i. Üe. und erhielt das Lizentiat. Im Jahr 1980 erlangte er das solothurnische Fürsprech- und Notariatspatent. 1984 doktorierte Ehrenzeller bei Luzius Wildhaber an der Universität Basel zum Thema „Die Diözesankonferenz des Bistums Basel“ mit summa cum laude. Ab 1987 arbeitete Ehrenzeller an einer rechtsvergleichenden Habilitation über „Legislative Gewalt und Aussenpolitik“. Gleichzeitig forschte er am Max Planck-Institut für ausländisches öffentliches Recht und Völkerrecht in Heidelberg, an der Harvard Law School in Cambridge (Massachusetts) und am Schweizerischen Institut für Rechtsvergleichung in Lausanne. Im Jahr 1992 nahm die juristische Fakultät der Universität Basel Ehrenzellers Habilitationsschrift an aufgrund von Gutachten von Luzius Wildhaber und Kurt Eichenberger. Am 14. Januar 1993 habilitierte er und wurde ihm die venia docendi für öffentliches Recht verliehen.

### Berufliche Laufbahn
In den 1980er-Jahren kandidierte Ehrenzeller für die Christlichdemokraten für ein Richteramt im Kanton Solothurn.
Von 1991 bis 1997 war Ehrenzeller persönlicher Mitarbeiter von Bundesrat Arnold Koller (CVP, Vorsteher des Eidgenössischen Justiz- und Polizeidepartements). Ab 1993 war er als Privatdozent an der Universität Basel tätig. Von 1994 bis 1996 war er Stabsmitglied der Projektleitung der „Verfassungsreform“ des EJPD im Rahmen der Totalrevision der Bundesverfassung.
Seit 1. April 1997 ist Ehrenzeller Ordinarius für Staats- und Verwaltungsrecht an der Universität St. Gallen und seit 1. April 1998 Direktor des „Institut für Rechtswissenschaft und Rechtspraxis an der Universität St. Gallen“. Von 2003 bis 2011 war er Prorektor der Universität St. Gallen. Seit 2011 amtet er als Richter für den Staatsgerichtshof des Fürstentums Liechtenstein. Am 14. Januar 2019 wurde Ehrenzeller vom Universitätsrat der Universität St. Gallen zum neuen Rektor gewählt und am 15. Januar 2019 von der Regierung des Kantons St. Gallen bestätigt. Am 1. Februar 2020 trat Ehrenzeller die Nachfolge von Thomas Bieger als Rektor an. Am 1. Februar 2024 übernahm Manuel Ammann das Rektorat.

## Privates
Ehrenzeller ist verheiratet mit der Juristin Sabine Kofmel Ehrenzeller und hat einen Sohn und eine Tochter. Ehrenzeller ist römisch-katholisch.

## Auszeichnungen
- Genossenschaftspreis der Universität Basel[2]
- Walther-Hug-Preis[2]

## Mitgliedschaften (Auswahl)
- Korrespondierendes Mitglied der philosophisch-historischen Klasse im Ausland in der Österreichischen Akademie der Wissenschaften[2]
- Vereinigung der deutschen Staatsrechtslehrer[2]
- Vorstand des Vereins „Katholisches Akademikerhaus der Universität St. Gallen“[2]
- Mitglied des Rotary Clubs St. Gallen-Freudenberg[2]
- Mitglied der Kommission Politisch-wirtschaftlicher Bereich im Bistum St. Gallen[2]
- Mitglied des Katholischen Kollegiums des Katholischen Konfessionsteils des Bistums St. Gallen[2]
- Vorstandsmitglied des Freundeskreises der St. Galler Stiftsbibliothek[2]